# Kaple svaté Anny (Borová Lada)
Kaple svaté Anny je římskokatolická kaple v Borových Ladech, farnosti Vimperk.

## Historie
Kapli nechali postavit roku 1860 místní manželé Franz a Dorothea Müllerovi z čp. 2. Původně byla kaple zasvěcena Povýšení svatého Kříže a byla součástí farnosti Nový Svět. Bylo v ní povoleno sloužit tři mše ročně. První 2. července, druhá buď k oslavě svátku Nanebevzetí Panny Marie nebo svátku svaté Anny a třetí 14. září. Druhá ze mší svatých byla doprovázena třídenní Annenskou poutí (Annafest), navštěvovanou věřícími ze širokého šumavského okolí. V kapli se nacházelo několik cenných votivních obrazů (olejomaleb), které se nedochovaly. Ke kapli patřila zděná Křížová cesta se čtrnácti zastaveními. Na návrší nad křížovou cestou byl 18. září 1864 vztyčen železný kříž pořízený také manžely Müllerovými. V roce 1956 byla kaple i s křížovou cestou zbořena. Zachoval se pouze železný kříž, který byl opraven v roce 2006. Na místě kaple nechala rodačka z Borových Lad Ida Mikešová postavit dřevěný kříž, o který se až do své smrti starala.

## Obnova kaple
V roce 2006 došlo k obnově a vysvěcení kaple a křížové cesty. Projekty nechali podle starých fotografií zhotovit manželé Antonín a Anna Myslivcovi. Kaple byla postavena z prostředků obce, Programu obnovy venkova a Jihočeského kraje, křížová cesta z darů německých rodáků někdejší obce Nový Svět, místních obyvatel a dalších příznivců. Tehdy byla kaple součástí farnosti Nové Hutě, od jejího zániku na konci roku 2019 je součástí farnosti Vimperk.

## Vysvěcení kaple
Obnovená kaple byla vysvěcena 30. července 2006 při slavnostní bohoslužbě Msgr. Karlem Jaroslavem Fořtem, který zde v roce 1950 v neděli na sv. Annu sloužil slavnostní mši, na dlouho poslední, co se tu mohla konat. Nedlouho na to sám přešel několik kilometrů vzdálenou bavorskou hranici a před připravovaným zatčením emigroval.